# Când dragostea ucide
Când dragostea ucide (în engleză Sea of Love) este un film thriller/crimă din 1989 despre detectivul New York-ez Frank Keller care încearcă să prindă un criminal în serie care își găsește victimele după anunțurile dintr-un ziar. Din distribuție fac parte Al Pacino, Ellen Barkin și John Goodman.
Filmul a fost scris de Richard Price și regizat de Harold Becker. Este considerat filmul care i-a împrospătat cariera lui Pacino după o serie de eșecuri în anii '80.
Un criminal în serie, cel mai probabil o femeie, pare să-și aleagă victimele din ziare, de la anunțurile matrimoniale, după care le ucide în timp ce ascultă vechea melodie "Sea of Love". Polițistului care se ocupă de caz, Frank Keller, îi vine ideea să ademenească ucigașa dând la rândul lui un astfel de anunț. Cea care răspunde anunțului lui e atrăgătoarea Helen, o femeie sigură pe ea, senzuală, mamă a unui copil. În ciuda faptului că, pe măsură ce se adună dovezile, Helen devine principala suspectă, Frank nu se poate opune atracției dintre ei și cei doi se lansează într-o legătură pătimașă. Polițistul singuratic, obosit, deziluzionat și cam alcoolic pare să găsească la această femeie puternică exact ceea ce-i lipsea în viață. Iar faptul că o crede periculoasă nu-l face decât să o considere și mai irezistibilă, așa că se îndrăgostește nebunește de ea.
Poate că cea mai înduioșătoare și amuzantă scenă a filmului e cea în care Frank, partenerul lui și tatăl lui Frank se adună pentru a compune anunțul - momeală, căci acest lucru le oferă prilejul unor amintiri luminoase și comentarii savuroase la adresa evoluției relațiilor dintre bărbați și femei.
Cu personajele vii și reale, dialogurile sclipitoare și interpretările de excepție, acest film e o bijuterie a genului.
- Nominalizat la Premiul Globul de Aur pentru Cel mai bun actor (dramă) - Al Pacino.

1. 1 2 3 4  Česko-Slovenská filmová databáze
2. ↑  „Când dragostea ucide”, Internet Movie Database, accesat în 14 aprilie 2017